# Carlos Lobos Ubilla
Carlos Alberto Lobos Ubilla (Recoleta, Chile, 21 de febrero de 1997) es un futbolista profesional chileno que se desempeña como volante en Rangers de la Primera B de Chile.

## Inicios
El año 2000 Carlos Lobos se encontraba en una escuela de Palestino antes de llegar a Universidad Católica. En San Carlos de Apoquindo fue recibido por el jefe de Captación Alfonso Garcés Alzerreca donde terminó de formarse como jugador de fútbol profesional.

## Trayectoria

### Universidad Católica
El joven volante está desde la Sub-13 defendiendo a Universidad Católica. Obtuvo varios títulos como canterano, destacando el Mundialito de Valdivia y la Manchester Premier Cup con la Sub-15 en 2012..
En 2014 firma su primer contrato profesional con el equipo de la Franja.
Con el plantel profesional debutó a finales del 2014 ante la Universidad de Concepción y fue campeón del Torneo de Clausura 2016, jugando en dos encuentros y siendo parte del Plantel que obtuvo la Supercopa 2016.

## Selección nacional

### Selección sub-17
En abril de 2013, bajo la dirección técnica de Mariano Puyol, formó parte de la selección chilena sub-17 que participó en el Sudamericano de la categoría realizado en Argentina, certamen donde disputó un compromiso, jugando 27 minutos en la igualdad ante Perú por 1 a 1. Finalmente, Chile fue eliminado en fase de grupos, luego de ubicarse en el cuarto puesto del Grupo B con tres puntos.

### Selección sub-20

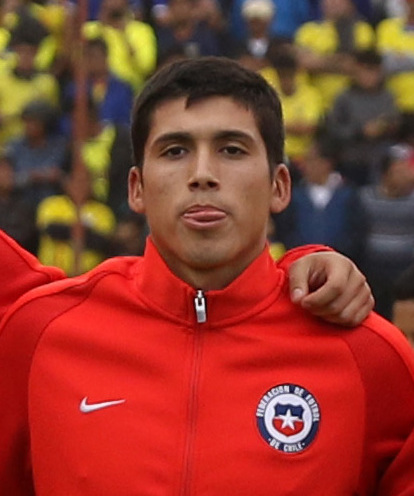
Carlos Lobos en el Sudamericano Sub-20 de 2017.

Fue convocado por el entrenador Héctor Robles para disputar el Sudamericano sub-20 de 2017 que se realizó durante los meses de enero y febrero en Ecuador. En dicho certamen, vio acción en dos de los cuatro encuentros jugados por la Roja. En el primer compromiso chileno en el certamen, disputado el 20 de enero contra Brasil, ingresó en el entretiempo en reemplazo de Ignacio Jara, cumpliendo un buen desempeño en el empate sin goles entre ambas selecciones. Dos días más tarde, fue titular en la igualdad 1 a 1 ante Ecuador, siendo reemplazado por Yerko Leiva una vez finalizado el primer tiempo. Finalmente, Chile fue eliminado en primera ronda tras perder ante Colombia por la cuenta mínima, quedando último en su grupo y penúltimo en toda la competición, sólo superando a Perú, registrando la peor participación chilena desde el Sudamericano sub-20 de 1985, realizado en Paraguay.

### Participaciones en Sudamericanos
| Torneo                      | Sede      | Resultado    | Partidos | Goles |
| --------------------------- | --------- | ------------ | -------- | ----- |
| Sudamericano Sub-17 de 2013 | Argentina | Primera fase | 1        | 0     |
| Sudamericano Sub-20 de 2017 | Ecuador   | Primera fase | 2        | 0     |

## Estadísticas
Actualizado al último partido disputado el 31 de agosto de 2024.
| Club                         | Div.          | Temporada     | Liga  | Liga  | Copas nacionales | Copas nacionales | Torneos internacionales | Torneos internacionales | Total | Total |
| Club                         | Div.          | Temporada     | Part. | Goles | Part.            | Goles            | Part.                   | Goles                   | Part. | Goles |
| ---------------------------- | ------------- | ------------- | ----- | ----- | ---------------- | ---------------- | ----------------------- | ----------------------- | ----- | ----- |
| Universidad Católica · Chile | 1.ª           | 2014-15       | 1     | 0     | —                | —                | —                       | —                       | 1     | 0     |
| Universidad Católica · Chile | 1.ª           | 2015-16       | 6     | 1     | 1                | 0                | —                       | —                       | 7     | 1     |
| Universidad Católica · Chile | 1.ª           | 2016-17       | 11    | 1     | 3                | 0                | 3                       | 0                       | 17    | 1     |
| Universidad Católica · Chile | 1.ª           | 2017          | 7     | 0     | 2                | 0                | —                       | —                       | 9     | 0     |
| Universidad Católica · Chile | 1.ª           | 2018          | 11    | 3     | 2                | 0                | —                       | —                       | 13    | 3     |
| Universidad Católica · Chile | 1.ª           | 2019          | 14    | 2     | 4                | 0                | 5                       | 0                       | 23    | 2     |
| Universidad Católica · Chile | Total club    | Total club    | 50    | 7     | 12               | 0                | 8                       | 0                       | 70    | 7     |
| Everton · Chile              | 1.ª           | 2020          | 23    | 1     | 0                | 0                | —                       | —                       | 23    | 1     |
| Everton · Chile              | Total club    | Total club    | 23    | 1     | 0                | 0                | 0                       | 0                       | 23    | 1     |
| Huachipato · Chile           | 1.ª           | 2021          | 1     | 0     | —                | —                | —                       | —                       | 1     | 0     |
| Huachipato · Chile           | 1.ª           | 2022          | 15    | 0     | 6                | 0                | —                       | —                       | 21    | 0     |
| Huachipato · Chile           | 1.ª           | 2023          | 4     | 0     | 2                | 0                | —                       | —                       | 6     | 0     |
| Huachipato · Chile           | Total club    | Total club    | 20    | 0     | 8                | 0                | 0                       | 0                       | 28    | 0     |
| La Serena · Chile            | 2.ª           | 2024          | 15    | 1     | —                | —                | —                       | —                       | 15    | 1     |
| La Serena · Chile            | Total club    | Total club    | 15    | 1     | 0                | 0                | 0                       | 0                       | 15    | 1     |
| Total carrera                | Total carrera | Total carrera | 108   | 9     | 20               | 0                | 8                       | 0                       | 136   | 9     |
| 1. 2. 3.                     |               |               |       |       |                  |                  |                         |                         |       |       |

## Palmarés

### Campeonatos nacionales
| Título             | Equipo                    | País  | Año    |
| ------------------ | ------------------------- | ----- | ------ |
| Primera División   | C.D. Universidad Católica | Chile | 2016-C |
| Supercopa de Chile | C.D. Universidad Católica | Chile | 2016   |
| Primera División   | C.D. Universidad Católica | Chile | 2016-A |
| Primera División   | C.D. Universidad Católica | Chile | 2018   |
| Supercopa de Chile | C.D. Universidad Católica | Chile | 2019   |
| Primera División   | C.D. Universidad Católica | Chile | 2019   |
| Primera División   | Huachipato                | Chile | 2023   |